# 英中贸易协会
英中贸易协会（英語：China–Britain Business Council）是中英之间的贸易推广和商业投资组织，旨在协助各类英国机构组织在中国顺利开展业务，与在英的中资公司合作以及支持在第三市场的中英关系。和英国国际贸易部合作紧密，总部位于伦敦。

## 历史
1954年4月创建于伦敦，是一个半官方的贸易商务组织，旨在促进英国参与中国的交易会和展览，前身为英国48家集团俱乐部，直到1991年才独立。英国是最早与中华人民共和国进行贸易的国家之一，也是第一个承认後者的西方国家，于1950年1月正式承认，但兩國直到1972年才建交。
组织在英国10个城市设有辦事處，在中国有13座城市设有辦事處，分别是北京，上海，广州，深圳，武汉，南京，重庆，成都，青岛，杭州，沈阳，西安和长沙。
2013年詹姆斯·沙逊勋爵出任新一届协会主席。2014年中华人民共和国国务院总理李克强与詹姆斯·沙逊勋爵共同访问英国，有650名中英两国政治和商业要人参加了国宴。2015年中华人民共和国主席习近平访问英国，詹姆斯·沙逊勋爵作为协会主席，主持了中英工商峰会。